# 塔蘭托灣

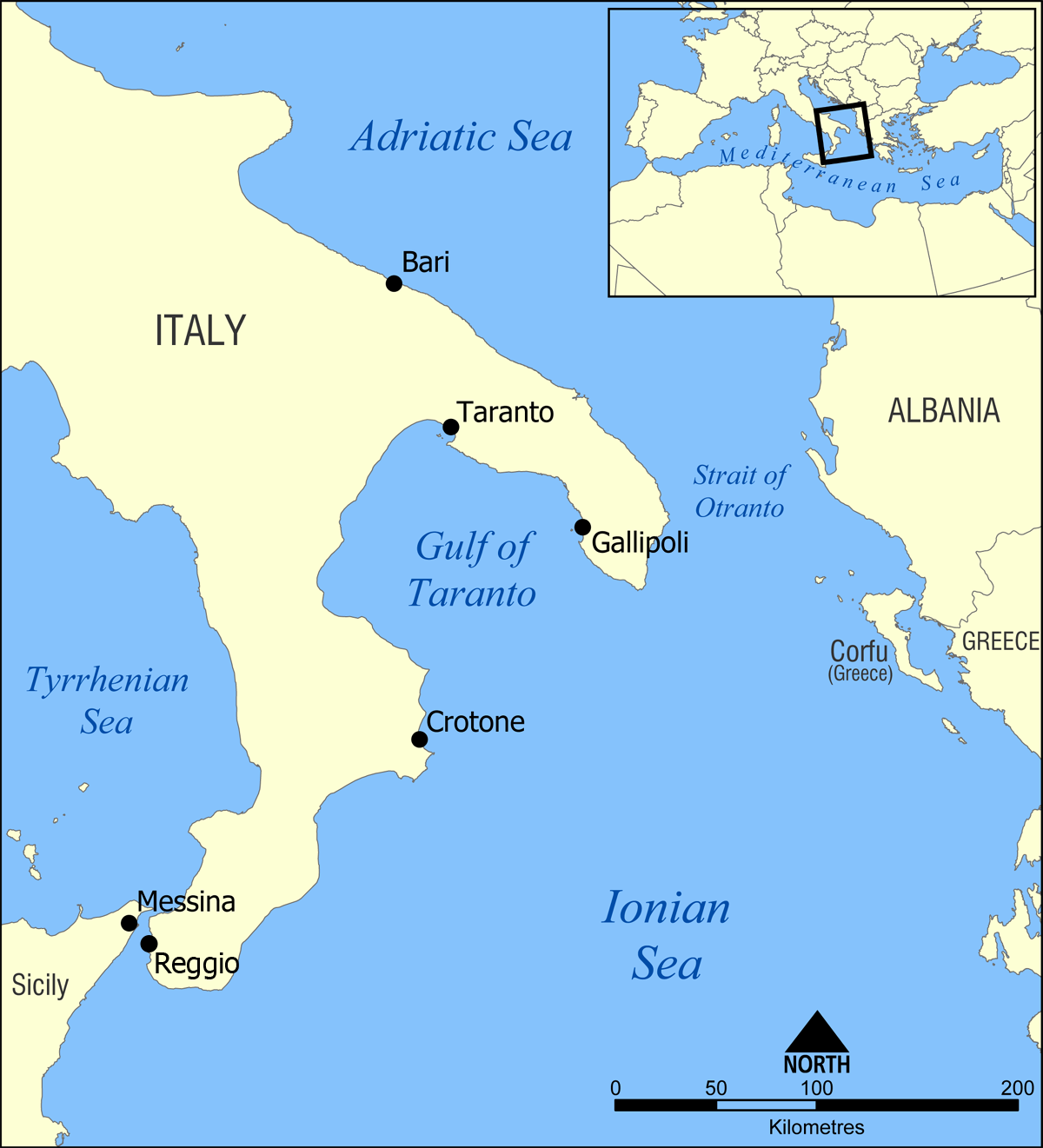
塔兰托湾地图

塔兰托湾（Golfo di Taranto），是欧洲南部亚平宁半岛南端的一个海湾，北、东、西三面为意大利包围，南与爱奥尼亚海相接。
该海湾沿岸主要港市有塔兰托、加里波利等。意大利声称塔兰托湾为其内水，但并未能获得国际承认。
39°53′06″N 17°16′37″E / 39.88500°N 17.27694°E